# 陽虎花花介
陽虎花花介（学名：Callistocythere yanghui）为細花介科花花介屬下的一个种。